# Ittihad FC
al-Ittihad (arabisch الاتحاد al-Ittiḥād) ist ein saudi-arabischer Fußballverein aus Dschidda. Der 1927 gegründete Klub trägt seine Heimspiele im King Abdullah Sport City Stadion aus. Das Stadion hat eine Kapazität von 62.241 Plätzen. Die Vereinsfarben sind Gelb und Schwarz.
Die größten Erfolge feierte der Verein in den Jahren 2004 und 2005 mit dem Gewinn der AFC Champions League. Als Vertreter der  Asian Football Confederation nahm der Verein an der FIFA-Klub-Weltmeisterschaft 2005 in Japan teil und erreichte den 4. Platz. Anfang 2007 verkündete die Klubführung überraschend die Verpflichtung des portugiesischen Stars Luís Figo zum Sommer; der Wechsel kam jedoch nicht zustande und Figo blieb bei Inter Mailand. Nach dem zweiten Platz 2008 gewann der Verein in der Saison 2009 seinen insgesamt achten Meistertitel. In der AFC Champions League 2009 erreichte al-Ittihad das Finale und musste sich dort Pohang Steelers aus Südkorea geschlagen geben.

## Besitzverhältnisse
Im Juni 2023 übernahm der saudische Staatsfonds Public Investment Fund (PIF) 75 % der Anteile an dem Verein. Der Fonds ist auch Mitbesitzer von Newcastle United und mehrerer weiterer saudischer Fußballklubs. Der Rest der Anteile befinden sich im Besitz einer Non-Profit-Organisation.

## Vereinserfolge

### National
- Saudi-arabischer Meistertitel:
  - Meister (10): 1982, 1997, 1999, 2000, 2001, 2003, 2007, 2009, 2023, 2025
  - Vizemeister (8): 1984, 1986, 2002, 2004, 2008, 2010, 2011, 2022

- Saudi-arabischer King-Cup:
  - Pokalsieger (10): 1958, 1959, 1960, 1963, 1967, 1988, 2010, 2013, 2018, 2025
  - Pokalfinalist (8): 1957, 1964, 1979, 1986, 2008, 2009, 2011, 2019

- Saudischer Kronprinzenpokal:
  - Pokalsieger (8): 1958, 1959, 1963, 1991, 1997, 2001, 2004, 2017
  - Pokalfinalist (4): 1965, 1993, 2002, 2007

### International
- AFC Champions League

Gewinner 2004, 2005
Finalist 2009
- Pokal der Pokalsieger Asiens:

Gewinner 1999
- FIFA-Klub-Weltmeisterschaft 2005: 4. Platz

## Spieler

### Aktueller Kader
Stand: 23. Februar 2025
| Nr. |               | Position | Name                  |
| --- | ------------- | -------- | --------------------- |
| 1   | Serbien       | TW       | Predrag Rajković      |
| 2   | Portugal      | AB       | Danilo Pereira        |
| 4   | Saudi-Arabien | AB       | Abdulelah Al-Amri     |
| 6   | Saudi-Arabien | AB       | Saad Al-Mousa         |
| 7   | Frankreich    | MF       | N’Golo Kanté          |
| 8   | Brasilien     | MF       | Fabinho               |
| 9   | Frankreich    | ST       | Karim Benzema ()      |
| 10  | Algerien      | MF       | Houssem Aouar         |
| 12  | Albanien      | AB       | Mario Mitaj           |
| 13  | Saudi-Arabien | AB       | Muhannad al-Shanqeeti |
| 14  | Saudi-Arabien | MF       | Awad al-Nashri        |
| 15  | Saudi-Arabien | AB       | Hassan Kadesh         |
| 19  | Frankreich    | ST       | Moussa Diaby          |
| 20  | Saudi-Arabien | AB       | Ahmed Sharahili       |

| Nr. |               | Position | Name                 |
| --- | ------------- | -------- | -------------------- |
| 21  | Saudi-Arabien | ST       | Saleh Al-Sheri       |
| 22  | Saudi-Arabien | ST       | Abdulaziz al-Bishi   |
| 24  | Saudi-Arabien | ST       | Abdulrahman Al-Oboud |
| 27  | Saudi-Arabien | AB       | Fawaz Al-Sqoor       |
| 30  | Spanien       | MF       | Unai Hernández       |
| 33  | Saudi-Arabien | TW       | Mohammed Al-Mahasneh |
| 34  | Niederlande   | ST       | Steven Bergwijn      |
| 42  | Saudi-Arabien | AB       | Muath Fagihy         |
| 77  | Saudi-Arabien | MF       | Abdalellah Hawsawi   |
| 80  | Saudi-Arabien | MF       | Hamed Al-Ghamdi      |
| 88  | Saudi-Arabien | TW       | Osama Al-Mermesh     |
|     | Saudi-Arabien | ST       | Omar Al-Jadani       |
|     | Jemen         | MF       | Salem Suliman        |
|     | Saudi-Arabien | TW       | Hamed Al-Shanqiti    |

## Bekannte Spieler
- Mahmoud Kahraba
- Lotfi Mhaissi
- Taoufik Belghith
- Ahmed Akaïchi
- Fahad Al Ansari
- Carlos Villanueva
- Hosni Abd-Rabou
- Milenko Ačimovič
- Mutiu Adepoju
- Saad al-Harthi
- Hamad al-Muntaschari
- Abdullah al-Wakid
- Ibrahim al-Schahrani
- Ali Hassan al-Yami
- Mohammad Amin Haidar al-Aulaqi
- Tijani Babangida
- Bebeto
- Erich Beer
- Jared Borgetti
- Theo Bücker
- Mario Carević
- Amine Chermiti
- Ahmad Duchi
- Roberto Donadoni
- Otmane El Assas
- Jens Friedemann
- Mourad Hdiouad
- Joseph-Désiré Job
- Mohamed Kallon
- Abdul Kader Keïta
- Alhassane Keita
- Saud Kariri
- Témime Lahzami
- Luciano Leguizamón
- Lima
- Jameleddine Limam
- Mazin
- Modeste M’Bami
- Patrick M’Boma
- Emad Moteab
- Mohammad Noor
- Assis Nuno
- Obina
- Paulinho
- Paulo Jorge
- Reinaldo
- Robert de Pinho de Souza
- Cláudio Pitbull
- Lucian Sânmărtean
- Anas Sharbini
- Thomas Sjöberg
- Łukasz Szukała
- Prince Tagoe
- Wladimir Iossifowitsch Tatartschuk
- Rida Tukar
- Wágner
- Wendel
- Rob Witschge
- Jaouad Zaïri
- Mabruk Zayid
- Abdelmalek Ziaya
- Didier Ya Konan
- Karim Benzema
- N’Golo Kanté

## Trainer
- Dettmar Cramer (1978–1980)
- Vanderlei Luxemburgo (1984)
- Bob Houghton (1984–1986)
- Roland Andersson (1986–1987, 1993)
- Walter Skocik (1987–1989)
- Heinz Höher (1989–1990)
- Kálmán Mészöly (1991–1992)
- Bob Houghton (1993)
- Osvaldo Ardiles (2001)
- Antonello Cuccureddu (2002–2003)
- Tomislav Ivić (2003–2004)
- Anghel Iordănescu (2005–2006)
- Bruno Metsu (2006)
- Vahid Halilhodžić (2006–2008)
- Gabriel Calderón (2008–2010)
- Beñat San José (2012–2014)
- Victor Pițurcă (2014–2015, 2015–2016)